# イダルビシン
イダルビシン（Idarubicin）またはイダマイシン（Idamycin）は、4-デメトキシダウノルビシン（4-demethoxydaunorubicin）とも呼ばれるアントラサイクリン系抗生物質であり、抗悪性腫瘍活性を持つ。DNAにインターカレートしトポイソメラーゼIIを阻害する。ダウノルビシンの類縁体だが、メトキシ基がないため脂溶性が高く容易に細胞に取り込まれる。他のアントラサイクリン系薬剤と同様、クロマチンからのヒストンの退避を誘導する。
急性骨髄性白血病の一次治療として、シタラビンと併用される。
急性リンパ性白血病や、慢性骨髄性白血病の急性転化の治療にも使用される。

## 効能・効果
急性骨髄性白血病（慢性骨髄性白血病の急性転化を含む）［日本］

## 禁忌
以下の患者には禁忌である。
- 重篤な感染症を合併している患者
- 心機能異常又はその既往歴のある患者
- 他のアントラサイクリン系薬剤等、心毒性を有する薬剤による前治療が限界量[注 1]に達している患者
- 重篤な肝障害のある患者
- 重篤な腎障害のある患者

## 副作用
重大な副作用は、下記の通りである。
- 心筋障害（3.88%）

心不全等を含む。
- 骨髄抑制

汎血球減少（52.8%）、血小板減少（66.5%）、顆粒球減少（66.9%）、貧血（63.5%）、出血傾向（24.6%）
- 口内炎（22.4%）
- ショック（1.41%）
- 完全房室ブロック等の不整脈（2.40%）

20%以上の患者に、食欲不振、悪心・嘔吐、下痢、脱毛、発熱が現れる。

## 薬物動態
静注後イダルビシノールに変化し、血中からは2相性で半減期6.40-9.85時間（イダルビシノールは43.46-51.01時間）で消失する。消失速度定数は、t1/2α相：0.25±0.13時間、t1/2β相：9.4±3.4時間 である:24。
主に尿中へ排泄されるが、投与後7日間の総排泄量はイダルビシン2.04%、イダルビシノール11.53%で合計13.57%であった:27。

## 作用機序
DNAと結合した後、核酸ポリメラーゼ活性を阻害し、また、トポイソメラーゼII阻害によりDNA鎖を切断する。

## 参考資料
1. ↑  “Studies directed towards anthracyclinone syntheses: The use of d-glucose as a chiral auxiliary in asymmetric Diels–Alder reactions”. J. Saudi Chem. Soc. 17:  29–42. (2013). doi:10.1016/j.jscs.2011.02.019.
2. ↑  Package insert
3. ↑  “Drug-induced histone eviction from open chromatin contributes to the chemotherapeutic effects of doxorubicin”. Nature Communications 4:  1908. (2013). doi:10.1038/ncomms2921. PMC 3674280. PMID 23715267.
4. ↑  Katzung, Bertram G., editor. (2017-11-30). Basic & clinical pharmacology. ISBN 9781259641152. OCLC 1009849139
5. 1 2 3 4 5 6  “イダマイシン静注用5mg 添付文書”. www.info.pmda.go.jp.   PMDA. 2021年5月23日閲覧。
6. ↑  “Idarubicin Side Effects: Common, Severe, Long Term” (英語). Drugs.com. 2019年6月21日閲覧。
7. 1 2  “イダマイシン静注用5mg インタビューフォーム”.   PMDA. 2021年5月23日閲覧。
8. ↑  藤田浩, 小川一誠, 正岡徹, 山田一正, 木村禧代二 (1992). “新しいAnthracycline系抗癌剤Idarubicinの急性白血病患者における体内動態”. 癌と化学療法 19 (6):  791-798.